# Bigonville
Bigonville (lb. Bungeref, niem. Bondorf) – wieś (Uertschaft) w zachodnim Luksemburgu, w kantonie Redange, w gminie Rambrouch. Do 3 października 2015 miejscowość leżała w dystrykcie Diekirch, a do 26 lipca 1978 była samodzielną gminą. Liczy 594 mieszkańców (31 grudnia 2022). 